# علم المناخ الأحيائي

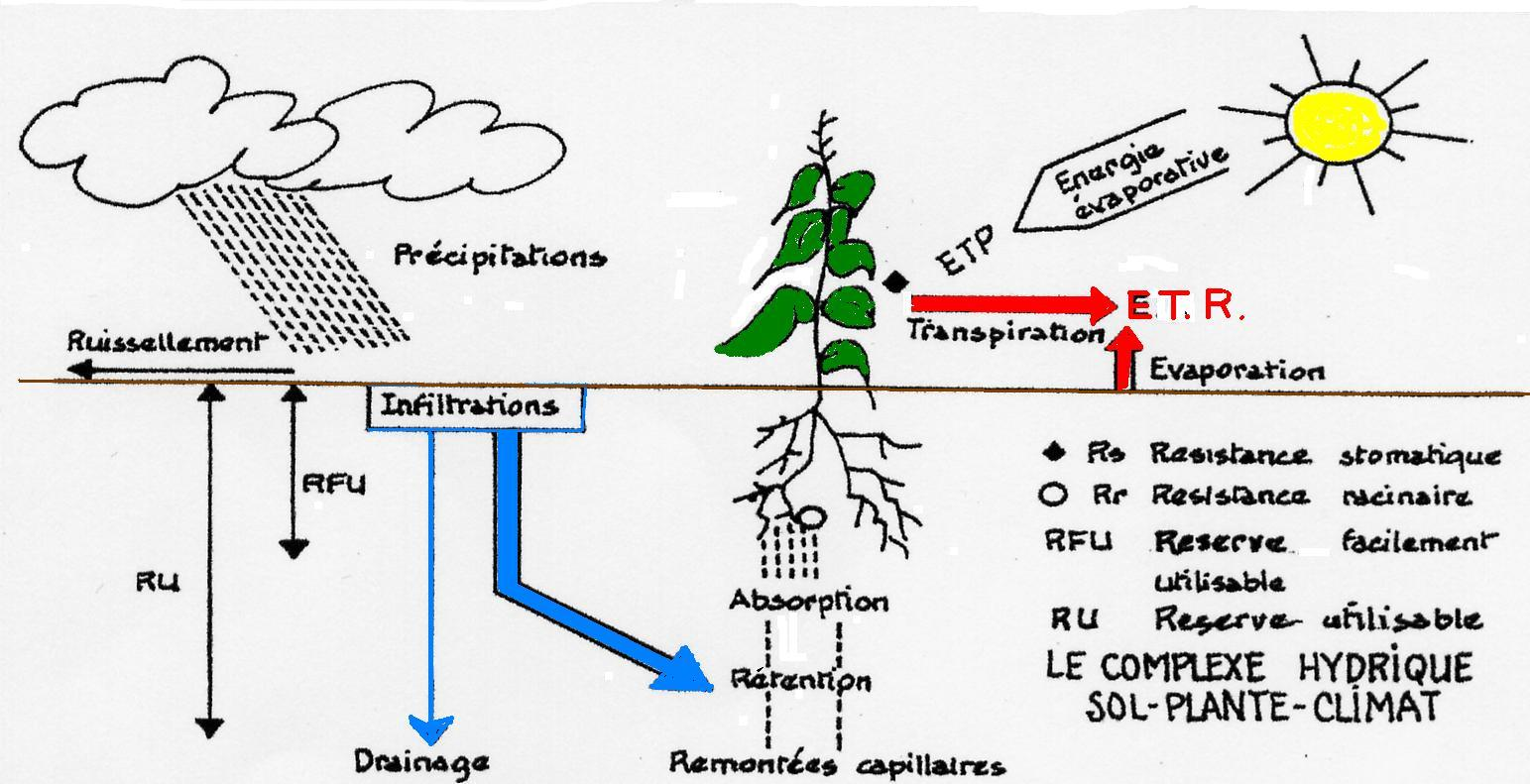

علم المناخ الأحيائي أو الحياتي أو الحيوي (بالإنجليزية: Bioclimatology)‏، هو مجال علمي متعدد التخصصات يدرس التفاعلات بين المحيط الحيوي والغلاف الجوي للأرض على جداول زمنية لترتيب الفصول أو لفترة أطول.

## أمثلة على العمليات ذات الصلة
تتحكم العمليات المناخية إلى حد كبير في توزيع وحجم وشكل وخصائص الكائنات الحية على الأرض . على سبيل المثال، يحدد الدوران العام للغلاف الجوي على مقياس كوكبي على نطاق واسع موقع الصحارى الكبيرة أو المناطق التي تتعرض لهطول الأمطار بشكل متكرر، والتي بدورها تحدد إلى حد كبير الكائنات الحية التي يمكن أن تعيش بشكل طبيعي في هذه البيئات. علاوة على ذلك، فإن التغيرات في المناخات، سواء كانت ناتجة عن عمليات طبيعية أو لتدخلات بشرية، قد تعدل تدريجياً هذه الموائل وتتسبب في زيادة عدد السكان الأصليين أو انقراضهم.
وقد لعب المحيط الحيوي، من جانبه ولا سيما الغطاء النباتي القاري الذي يشكل أكثر من 99٪ من الكتلة الحيوية الكلية، دورًا مهمًا في إنشاء والحفاظ على التركيب الكيميائي للغلاف الجوي للأرض، خاصة خلال التطور المبكر للكوكب (انظر تاريخ الأرض لمزيد من التفاصيل حول هذا الموضوع). في الوقت الحالي، تتبادل النباتات البرية حوالي 60 مليار طن من الكربون مع الغلاف الجوي على مدار سنوي (من خلال عمليات تثبيت الكربون وتنفس الكربون) ، وبالتالي تلعب دوراً حاسماً في دورة الكربون. على أساس عالمي وسنوي، تساهم الاختلالات الصغيرة بين هذين التدفقين الرئيسيين، كما يحدث من خلال التغييرات في الغطاء الأرضي واستخدام الأرض، في الزيادة الحالية في ثاني أكسيد الكربون في الغلاف الجوي.